# Тјосова
Тјосова (рус. Тёсова, Тёсовая) река је која протиче североисточним деловима Лушког рејона на југозападу Лењинградске области. Налази се на северозападу европског дела Руске Федерације. Лева је притока реке Оредежа у који се улива на његовом 41. километру, и део је басена реке Луге и Финског залива Балтичког мора.
Укупна дужина водотока је 24 km, док је површина сливног подручја 388 km².
Најважније притое су Риденка, Каменка и Березењка.